# 文井镇 (景东县)
文井镇，是中华人民共和国云南省普洱市景东彝族自治县下辖的一个乡镇级行政单位。

## 行政区划
文井镇下辖以下地区：
文井村、清凉村、山心村、丙必村、开南村、竹篷村、大营村、者吉村、都拉村、文华村、文窝村、老练村、文光村、者孟村、中所村、者后村、双水井村、文会村、新会村、挖萨村、速南村、文新村、路东村和挖固村。

## 中国传统村落
2012年，清凉村梁家组被评为首批“中国传统村落”。